# Bischofssynode
| Basisdaten       | Basisdaten                                                            |
| ---------------- | --------------------------------------------------------------------- |
| Name:            | Bischofssynode (Sinodo dei vescovi)                                   |
| Sitz:            | Cortile di San Damaso 00120 Città del Vaticano                        |
| Generalsekretär: | Mario Kardinal Grech (seit 15. September 2020)                        |
| Untersekretäre:  | Luis Marín de San Martín OSA Nathalie Becquart (seit 6. Februar 2021) |

Die Bischofssynode (lat. Synodus Episcoporum) ist ein Gremium in der römisch-katholischen Kirche. Mit dem Motu proprio Apostolica sollicitudo („Mit apostolischer Sorge“) vom 15. September 1965 errichtete Papst Paul VI. das seit alter Zeit bekannte Instrument der Bischofssynode für die ganze Kirche.

## Rechtliche Stellung

### Aufgabenbereich
Als Zielsetzung der Bischofssynode gilt, die Beziehung zwischen Papst und Bischöfen aus aller Welt zu intensivieren und über allgemeine kirchliche Angelegenheiten zu beraten. Ihre Einrichtung geht auf das Zweite Vatikanische Konzil zurück. Dort wurde der Gedanke der Kollegialität der Bischöfe entscheidend vorangetrieben und konstituiert. Dem trug Papst Paul VI. mit der Einrichtung der Synode Rechnung.
Die Bischofssynode tritt zusammen, um vom Papst vorgelegte Verhandlungsgegenstände zu beraten. Nur in einem außerordentlichen Einzelfall kann sie durch Bevollmächtigung des Papstes rechtsverbindliche Dekrete erlassen. In diesem Fall werden die Dekrete durch den Papst in Kraft gesetzt (343  CIC). Sie sind nicht Ausdruck der Willensbildung des Bischofskollegiums, dessen Höchstgewalt keiner Bevollmächtigung durch den Papst bedarf. Hierin liegt ein wesentlicher Unterschied zu einem Konzil. Bislang hat es keinen Fall eines solchen Dekrets gegeben. In der Regel folgt auf die Synode ein vom Papst erlassenes nachsynodales apostolisches Schreiben, das die Ergebnisse der Beratungstätigkeit zusammenfasst.

### Päpstliche Rechte
Die Bischofssynode untersteht direkt der Autorität des Papstes (344  CIC). Seine Vorrechte sind in 344  CIC aufgeführt. Ihm kommt das Einberufungsrecht zu (n. 1), die Bestätigung der zur Synode Gewählten sowie die Ernennung der übrigen (n. 2), die Bestimmung der Verhandlungsgegenstände unter Einhaltung einer angemessenen Frist (n. 3), die Bestimmung der Tagesordnung (n. 4), der persönliche Vorsitz oder die Bestimmung eines Vertreters (n. 5) sowie Schließen, Verlegen Unterbrechung oder Aufhebung der Synode (n. 6). Tritt während der Synode Sedisvakanz oder Behinderung des apostolischen Stuhls ein, ist die Synode unterbrochen (347  CIC, Art. 1 § 2 Ordo Synodi Episcoporum).

### Mitglieder
Die Mitgliedschaft wurde durch das Motu proprio Apostolica sollicitudo erstmals geregelt. Im Jahr 2006 wurde eine überarbeitete Ordnung der Bischofssynode herausgegeben (Ordo Synodi), 2018 die Apostolische Konstitution Episcopalis communio.
Mitglieder sind laut can. 346 des Codex des kanonischen Rechts einerseits Bischöfe, die für die einzelnen Synoden von den Bischofskonferenzen gewählt oder entsandt worden sind, andere werden vom Papst direkt ernannt. Hinzu kommen gewählte Mitglieder von klerikalen Ordensinstituten. Die Mitgliedschaft endet immer mit dem Abschluss der Synode.
Mit der Ernennung der Französin Nathalie Becquart als Untersekretärin erhielt im Februar 2021 erstmals eine Frau ein Stimmrecht in der Bischofssynode. An der 16. ordentlichen Vollversammlung der Bischofssynode werden erstmals 80 vom Papst ernannte stimmberechtigte Mitglieder teilnehmen, die nicht Bischöfe sind. Darunter sind fünf Ordensfrauen und fünf Ordensmänner. Von den übrigen 70 zu Ernennenden müssen mindestens 35 Frauen sein, so dass insgesamt mindestens die Hälfte der vom Papst ernannten Nicht-Bischöfe Frauen sind.

### Versammlungsformen
Bei den Versammlungen der Bischofssynode wird unterschieden zwischen den ordentlichen Generalversammlungen (346, § 1  CIC), den außerordentlichen Generalversammlungen (346, § 2  CIC) und den Spezialversammlungen (346, § 3  CIC). Generalversammlungen beraten in Fragen, die die ganze Kirche betreffen, Spezialversammlungen in Fragen, die eine Region oder mehrere bestimmte Regionen betreffen.

#### Ordentliche Generalversammlung
Die ordentliche Generalversammlung besteht aus gewählten, entsandten und ernannten Synodalen. Gewählt werden die jeweiligen Vertreter der nationalen Bischofskonferenzen der lateinischen Kirche und einige Vertreter der Ordensverbände. Entsandt werden die Oberhäupter der autonomen orientalischen Patriarchats-, Großerzbischofs- und Metropolitankirchen sui iuris. Die Kardinalpräsides der römischen Dikasterien und alle übrigen Synodalen werden ernannt.

#### Außerordentliche Generalversammlung
Die außerordentliche Generalversammlung soll schneller zusammentreten können, daher wird auf die Wahlen von Vertretern der Bischofskonferenzen verzichtet. Stattdessen werden die Konferenzen durch ihren Vorsitzenden oder dessen ersten Stellvertreter vertreten. Ansonsten besteht kein Unterschied zur ordentlichen Generalversammlung.

#### Spezialversammlung
An der Spezialversammlung nehmen nur Vertreter der betreffenden Region teil. Zudem nehmen nur die Kardinalpräsides teil, deren Kurienbehörde einen Bezug zu den Verhandlungsgegenständen hat.

### Ständiges Generalsekretariat
Die Bischofssynode ist als dauerhaftes Verfassungsorgan konstituiert. Diesem Umstand trägt die Einrichtung des ständigen Generalsekretariats Rechnung. Der Generalsekretär wird vom Papst auf Dauer ernannt (348  CIC). Ihm steht der Sekretariatsrat zur Seite. Zwölf Mitglieder des Rats werden von der Generalversammlung der Bischofssynode am Ende der Versammlung mit Hinblick auf die nächste gewählt, drei weitere vom Papst ernannt (Art. 13 Ordo Synodi Episcoporum). Der Rat tritt mindestens zweimal jährlich zusammen. Die Amtszeit der Mitglieder endet mit Zusammentritt der nächsten Generalversammlung.

## Versammlungsort
Der Konferenzsaal für die Sonderversammlungen und ordentlichen und außerordentlichen Generalversammlungen der Bischofssynode befindet sich im ersten Geschoss über der Vorhalle der Vatikanischen Audienzhalle. Diesen Synodensaal („Aula Nuova del Sinodo“) ließ Papst Paul VI. als kleine Aula errichten. Seit 1971 fanden dort bis heute wichtige Versammlungen der Bischofssynode statt.

## Bisherige Versammlungen

### Ordentliche Generalversammlungen
- 1. ordentliche Generalversammlung, 29. September bis 29. Oktober 1967; die erste Versammlung stand unter dem Thema „Die Bewahrung und Stärkung des katholischen Glaubens: seine Integrität, seine Kraft, seine Entwicklung, seine doktrinäre und geschichtliche Kohärenz“. Sie befasste sich mit unterschiedlichen Aspekten der Glaubenslehre. Im Blick auf die sich abzeichnende Theologie des Zweiten Vatikanischen Konzils hatte Papst Paul VI. das Jahr 1967/68 im Gedenken an das 1900-jährige Jubiläum des Martyriums der Apostel Petrus und Paulus zu einem Jahr des Glaubens ausgerufen. Auf Anregung dieser Synode wurde 1969 die Internationale Theologenkommission am Heiligen Stuhl eingerichtet.
- 2. ordentliche Generalversammlung, 30. September bis 6. November 1971: „Der priesterliche Dienst und die Gerechtigkeit in der Welt“. Die Synode gab zwei Erklärungen zu den Themen Priestertum (Ultimis temporibus) und Gerechtigkeit in der Welt (De iustitia in mundo) ab.
- 3. ordentliche Generalversammlung, 27. September bis 26. Oktober 1974 „Die Evangelisierung in der Welt von heute“. Im Anschluss an diese Vollversammlung über Fragen der Evangelisierung erschien erstmals ein päpstliches Lehrschreiben, das aus den Ergebnissen der Synode, aber mit eigenen Schwerpunkten des Papstes, hergeleitet wurde, das apostolische Schreiben Evangelii nuntiandi vom 8. Dezember 1975.
- 4. ordentliche Generalversammlung, 30. September bis 29. Oktober 1977: „Die Katechese in unserer Zeit“. Die vierte und letzte von Papst Paul VI. verantwortete Versammlung widmete sich der Katechese; hierzu verfasste Papst Johannes Paul II. das nachsynodale apostolische Schreiben Catechesi tradendae vom 16. Oktober 1979.
- 5. ordentliche Generalversammlung, 26. September bis 25. Oktober 1980: „Die christliche Familie“ mit dem nachsynodalen apostolischen Schreiben Familiaris consortio (22. November 1981).
- 6. ordentliche Generalversammlung, 29. September bis 29. Oktober 1983: „Versöhnung und Buße in der Sendung der Kirche von heute“; es folgte das nachsynodale apostolische Schreiben Reconciliatio et paenitentia (2. Dezember 1984).
- 7. ordentliche Generalversammlung, 1. Oktober bis 30. Oktober 1987: „Berufung und Sendung der Laien in Kirche und Welt“; es folgte das nachsynodale apostolische Schreiben Christifideles laici (30. Dezember 1988).
- 8. ordentliche Generalversammlung, 30. September bis 28. Oktober 1990: „Die Priesterbildung im Kontext der Gegenwart“, zusammengefasst im nachsynodalen apostolischen Schreiben Pastores dabo vobis (25. März 1992).
- 9. ordentliche Generalversammlung, 2. Oktober bis 29. Oktober 1994: „Das geweihte Leben und seine Sendung in Kirche und Welt“; hiernach folgt das umfassende nachsynodale apostolische Schreiben Vita consecrata (25. März 1996).
- 10. ordentliche Generalversammlung, 30. September bis 27. Oktober 2001: „Der Bischof als Diener des Evangeliums Jesu Christi für die Hoffnung der Welt“; es folgte das nachsynodale apostolische Schreiben Pastores gregis (16. Oktober 2003).
- 11. ordentliche Generalversammlung, 2. bis 23. Oktober 2005 in Rom: Sie wurde noch von Johannes Paul II. einberufen und dann von Papst Benedikt XVI. bestätigt. Die Synode behandelte vor allem Fragen der Eucharistie. Erstmals gewährte Papst Benedikt den Bischöfen an jedem Sitzungstag eine Stunde freie Diskussion, in der Wortmeldungen ohne jede thematische Beschränkung möglich waren. An der Versammlung nahmen 256 Bischöfe aus 118 Ländern teil. 177 Teilnehmer wurden in den regionalen Bischofskonferenzen gewählt, 39 nahmen aufgrund ihres Amtes teil und 40 weitere wurden von Papst Benedikt XVI. persönlich ernannt. Zwölf nichtkatholische Kirchen und kirchliche Gemeinschaften wurden eingeladen, Vertreter zur Synode zu entsenden. Hierzu wurde am 22. Februar 2007 das nachsynodale apostolische Schreiben Sacramentum caritatis von Papst Benedikt XVI. vorgestellt.
- Die 12. ordentliche Generalversammlung, 5. bis 23. Oktober 2008: „Das Wort Gottes im Leben und in der Sendung der Kirche“.[12] Die Ergebnisse wurden von Benedikt XVI. im nachsynodalen apostolischen Schreiben Verbum Domini vom 30. September 2010 zusammengefasst.
- Die 13. ordentliche Vollversammlung der Bischofssynode, 7. bis 28. Oktober 2012 „Neuevangelisierung für die Weitergabe des Glaubens“.[13] Wie er bereits mit dem apostolischen Schreiben Porta fidei angekündigt hatte, eröffnete er ebenfalls das Jahr des Glaubens.
- Die 14. ordentliche Vollversammlung der Bischofssynode, die vom 4.–25. Oktober 2015 stattfand, befasste sich mit dem Thema der Berufung und Sendung der Familie in Kirche und Welt von heute.[14] Die Ergebnisse wurden von Franziskus im nachsynodalen apostolischen Schreiben Amoris laetitia vom 19. März 2016 zusammengefasst, das am 8. April 2016 vorgestellt wurde. → Hauptartikel: Bischofssynode zur Familie
- Die 15. ordentliche Vollversammlung der Bischofssynode fand vom 3. bis zum 28. Oktober 2018 statt und befasste sich mit dem Thema Jugend, Glaube und Berufungsentscheidung. Für die Vorbereitungsphase der Vollversammlung berief der Papst am 18. November 2017 den Erzbischof von Brasília, Sérgio Kardinal da Rocha, zum Generalrelator und ernannte die Sondersekretäre Giacomo Costa SJ und Rossano Sala SDB.[15] Die Ergebnisse wurden von Papst Franziskus im nachsynodalen apostolischen Schreiben Christus vivit vom 25. März 2019 zusammengefasst und am 2. April 2019 veröffentlicht.

Papst Franziskus hat für Oktober 2023 und 2024 eine Bischofssynode zum Abschluss der Weltsynode einberufen; diese 16. ordentliche Bischofssynode behandelt das Thema „Für eine synodale Kirche – Gemeinschaft, Teilhabe und Mission“. Zum Generalrelator der Synode ernannte Papst Franziskus am 8. Juli 2021 den Erzbischof von Luxemburg, Jean-Claude Kardinal Hollerich SJ. Seit 2021 ist mit Nathalie Becquart eine Frau für die Organisation der Synode als Unterstaatssekretärin verantwortlich. Damit hat erstmals in der Kirchengeschichte eine Frau Stimmrecht in einer Bischofssynode. Die Kirche habe vergessen, „dass sie nur synodal existieren könne“, daher „hat Papst Franziskus ihr […] Synodalitätskunde verschrieben.“ Darum wurde die „Weltbischofssynode in diözesane Phase, kontinentale Phase und globale Phase“ aufgeteilt, wodurch „ein ‚wahrhaftiges Hinhören auf das Gottesvolk‘“ erreicht werden solle.

### Außerordentliche Generalversammlungen
Die erste außerordentliche Generalversammlung vom 11. Oktober bis 28. Oktober 1969 bearbeitete das Thema „Zusammenarbeit zwischen dem Heiligen Stuhl und den Bischofskonferenzen“. Mittelbarer Anlass für die Zusammenkunft waren diverse Stellungnahmen von Bischofskonferenzen zur Enzyklika Humanae vitae Papst Pauls VI. vom 25. Juli 1968.
Die zweite außerordentliche Vollversammlung der Bischofssynode vom 24. November bis 8. Dezember 1985 würdigte den 20. Jahrestag des Abschlusses des Zweiten Vatikanischen Konzils. Auf diese Synode geht der Auftrag zur Erstellung des Katechismus’ der Katholischen Kirche zurück, ein Projekt, das federführend Kardinal Ratzinger (später Benedikt XVI.) prägte.
Papst Franziskus lud für den 5. bis 19. Oktober 2014 zur dritten außerordentlichen Bischofssynode in Rom ein. Diese Synode tagte zu den pastoralen Herausforderungen der Familie im Kontext der Evangelisierung. 253 Kardinäle, Bischöfe, Priester und Laien aus 116 Ländern nahmen daran teil, aus Deutschland unter anderem der Vorsitzende der Deutschen Bischofskonferenz Reinhard Kardinal Marx und die Theologin Ute Eberl aus Berlin. Das vorbereitende Dokument beinhaltete eine theologische Hinführung zum Thema der Synode und einen an die Bischöfe gerichteten Fragenkatalog, der der Einbindung der Ortskirchen diente. Die nächste Sitzungsperiode fand im Oktober 2015 als ordentliche Generalversammlung statt.

### Sonderversammlungen
Lokal begrenzte Bischofssynoden fanden für unterschiedliche Weltgegenden statt, so zum Beispiel folgende Sonderversammlungen:
- 14. bis 31. Januar 1980 als eine Spezialsynode zur pastoralen Situation in den Niederlanden. Dort wirkte sich seit 1966 (vgl. Holländischer Katechismus) die sogenannte „nachkonziliare Krise“ besonders gravierend aus.
- 28. November bis 14. Dezember 1991 als erste Sonderversammlung für Europa, Auf dass wir Zeugen Christi sind, der uns befreit hat.
- 10. April bis 8. Mai 1994 als erste Sonderversammlung für Afrika, Die Kirche in Afrika und ihr Evangelisierungsauftrag im Hinblick auf das Jahr 2000, nachsynodales apostolisches Schreiben Ecclesia in Africa (14. September 1995)
- 26. November bis 14. Dezember 1995 als Sonderversammlung für den Libanon, Christus ist unsere Hoffnung, erneuert durch seinen Geist, bezeugen wir einig seine Liebe, nachsynodales apostolisches Schreiben Ecclesia in Libanon (10. Mai 1997)
- 16. November bis 12. Dezember 1997 als Sonderversammlung für Amerika, Begegnung mit dem lebendigen Jesus Christus – Weg der Umkehr, der Gemeinschaft und der Solidarität in Amerika, nachsynodales apostolisches Schreiben Ecclesia in America (22. Januar 1999)
- 19. April bis 14. Mai 1998 als Sonderversammlung für Asien, Jesus Christus, der Erlöser, und seine Sendung der Liebe und des Dienstes in Asien, nachsynodales apostolisches Schreiben Ecclesia in Asia (6. November 1999)
- 22. November bis 12. Dezember 1998 als Sonderversammlung für Ozeanien, Jesus Christus und die Völker Ozeaniens: Seinen Weg gehen, Seine Wahrheit verkünden, Sein Leben leben, nachsynodales apostolisches Schreiben Ecclesia in Oceania (22. November 2001)
- 1. Oktober bis 23. Oktober 1999 als zweite Sonderversammlung für Europa, Jesus Christus, der in Seiner Kirche lebt – Quelle der Hoffnung für Europa, nachsynodales apostolisches Schreiben Ecclesia in Europa (28. Juni 2003)
- 4. Oktober bis 25. Oktober 2009 als zweite Sonderversammlung für Afrika: Die Kirche in Afrika im Dienst der Versöhnung, der Gerechtigkeit und des Friedens – „Ihr seid das Salz der Erde … Ihr seid das Licht der Welt“ (Mt 5,13-14 EU),[22] nachsynodales apostolisches Schreiben Africae munus (19. November 2010)
- 10. Oktober bis 24. Oktober 2010 als Sonderversammlung für den Nahen Osten[23]: Die katholische Kirche im Nahen Osten: Gemeinschaft und Zeugnis. Die Gemeinde der Gläubigen war ein Herz und eine Seele (Apg 4,32 EU).[24] Zusammenfassend wurde das nachsynodale apostolische Schreiben Ecclesia in Medio Oriente veröffentlicht.[25]
- 6. bis 27. Oktober 2019 als Sonderversammlung unter dem Thema Amazonien – neue Wege für die Kirche und eine ganzheitliche Ökologie, auch kurz „Amazonassynode“[26] oder „Amazoniensynode“[27] genannt, zu der sich Bischöfe und Ordensvertreter aus Ländern des Amazonasgebiets in Rom trafen, um über seelsorgliche Fragen in der Region zu beraten[28]. Am 12. Februar 2020 veröffentlichte Papst Franziskus sein nachsynodales Schreiben Querida Amazonia, mit dem er das Schlussdokument der Synode der gesamten Weltkirche zur Beratung empfahl.

## Generalsekretäre
- Bischof Władysław Rubin (1967–1979)
- Kurienerzbischof Jozef Tomko (1979–1985)
- Jan Pieter Kardinal Schotte (1985–2004)
- Kurienerzbischof Nikola Eterović (2004–2013)
- Lorenzo Kardinal Baldisseri (2013–2020)
- Mario Kardinal Grech (Pro-Generalsekretär 2019–2020, Generalsekretär seit 2020)